# Tấn Hoàn công
Tấn Hoàn công (chữ Hán: 晋桓公, cai trị: 394 TCN – 378 TCN hoặc 388 TCN - 369 TCN), hay Tấn Hiếu công (晋孝公), tên thật là Cơ Kỳ (姬颀), là vị vua thứ 39 của nước Tấn - chư hầu nhà Chu trong lịch sử Trung Quốc.
Tấn Hoàn công là con của Tấn Liệt công – vua thứ 38 nước Tấn. Sau khi Liệt công mất, Cơ Kỳ lên nối ngôi, tức là Tấn Hoàn công.
Vua Tấn khi đó rất suy yếu. Ba nước Hàn, Triệu, Ngụy vốn là đại phu nước Tấn đã được vua Chu thiên tử thừa nhận là chư hầu.
Về thời điểm kết thúc ngôi vua của Tấn Hiếu công, các tài liệu ghi không thống nhất. Sử ký Tư Mã Thiên ghi ông ở ngôi 18 năm, mất khoảng năm 378 TCN. Niên biểu lịch sử Trung Quốc của Phương Thi Danh xác định năm ở ngôi cuối cùng của ông là 369 TCN. Con ông là Cơ Câu Tửu lên nối ngôi, tức là Tấn Tĩnh công.